# 韦绍光
韦绍光（1820年—1901年），三元里抗英事件首领。又名进可，广州北郊三元里人，祖籍香山。

## 生平
菜农出身。喜习武术。1841年5月29日，盘踞四方炮台的英军窜至三元里一带肆行淫掠，调戏其妻，即与乡民奋起反击，怒杀敌兵十余名。旋与乡众聚集三元古庙，联络一百零三乡人民，共商战计，并决定以古庙三星旗为令旗，“旗进人进，旗退人退，打死无怨”。30日，诱敌至牛栏冈，分割围歼，毙敌二百余人，生俘二十余名。时番禺农民周春率沙亭冈乡众，城北三家店打石工人邓潜率石工亦参加战斗。事后仍以种菜为生。享年八十余岁。